# Cultura Capacha

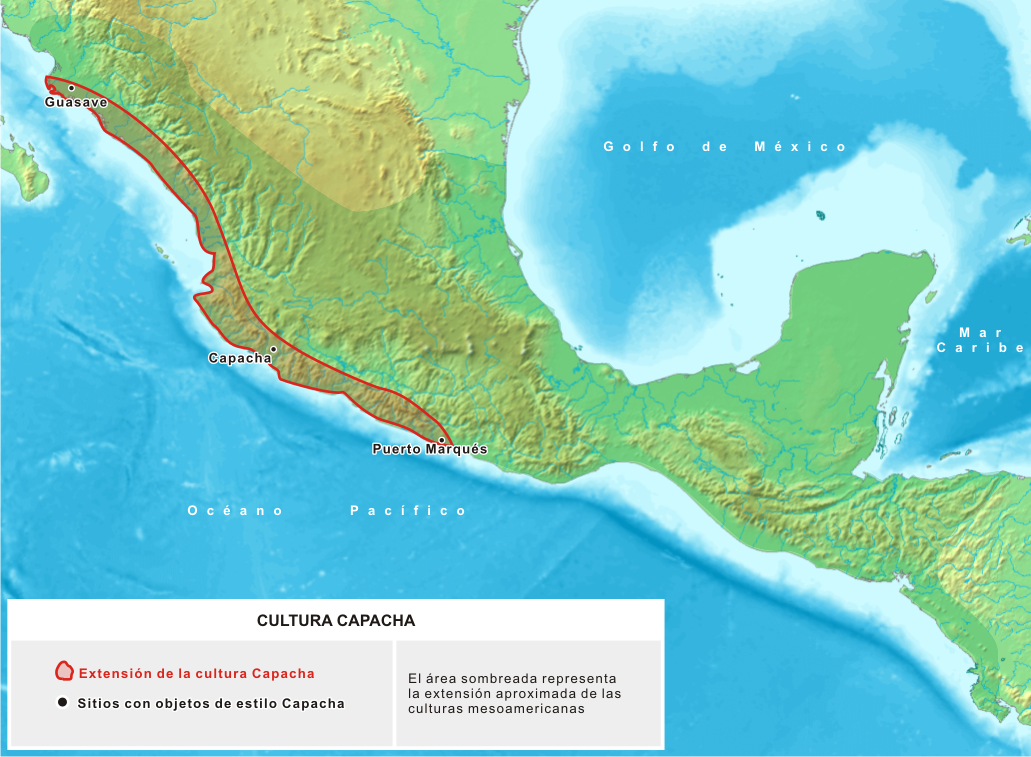
Mapa da zona de influência da cultura Capacha

Cultura Capacha é um complexo arqueológico mesoamericano situado no estado de Colima, no México Ocidental. Foi a primeira cultura da região a desenvolver traços complexos, entre 2000 a.C. e 1200 a.C.. Descoberta e inicialmente estudada pela arqueóloga estadunidense Isabel Trusdell-Kelly em 1939.
As semelhanças entre a cerâmica produzida nesta região e cerâmica contemporânea encontrada no Equador apontam para uma possível relação muito antiga entre o ocidente da Mesoamérica e as culturas andinas.
A cultura Capacha foi contemporânea de outras importantes culturas mesoamericanas como El Opeño em Michoacán, e da primeira fase de Tlatilco no vale do México. A extensão geográfica da distribuição das peças de cerâmica Capacha abarca toda a costa mexicana do Pacífico, desde Sinaloa a norte até Guerrero a sul. Especialmente relevantes são os enterramentos descobertos por Gordon F. Ekholm en Guasave, Sinaloa.